# Copperhead Road
Albums de Steve Earle
Exit 0
(1987) The Hard Way
(1990)
Singles
1. Copperhead Road
Sortie : 1988
2. Johnny Come Lately
Sortie : 1988
3. Back to the Wall
Sortie : 1989

Copperhead Road est le troisième album studios de Steve Earle. Il est sorti le 17 octobre 1988 sur le label MCA Records.

## Historique
Après deux premiers albums de pure musique country, Steve Earle ajoute du rock à sa musique. L'album sera enregistré aux studios Ardent de Memphis à l'exception de la chanson Johnny Come Lately qui sera enregistrée aux studios Livingstone de Londres en compagnie du groupe de folk rock anglais, The Pogues.
C'est le groupe de Bluegrass, Telluride, qui accompagne Steve Earle sur la chanson Nothing But a Child.
Cet album se classa à la 7e (Top Country Albums) et à la 56e place (Billboard 200) des charts américains. Il reçut aussi un très bon accueil au Canada (14e place dans le Top album) où il sera récompensé par un triple album de platine. Il se classa aussi dans les charts britanniques, australiens et néo-zélandais.
L'album sera réédité en 2008 dans une version Deluxe, comprenant l'album original plus un cd d'enregistrements en public datant de 1987, 1988 et 1989.

## Liste des titres

### Album original
Toutes les chansons sont écrites et composées par Steve Earle, sauf indication contraire.
| No  | Titre                  | Auteur                       | Durée |
| --- | ---------------------- | ---------------------------- | ----- |
| 1.  | Copperhead Road        |                              | 4:30  |
| 2.  | Snake Oil              |                              | 3:31  |
| 3.  | Back to the Wall       |                              | 5:29  |
| 4.  | The Devil's Right Hand |                              | 3:04  |
| 5.  | Johnny Come Lately     |                              | 4:11  |
| 6.  | Even When I'm Blue     |                              | 4:14  |
| 7.  | You Belong to Me       |                              | 4:25  |
| 8.  | Waiting On You         | Steve Earle, Richard Bennett | 5:10  |
| 9.  | Once You Love          | Steve Earle, Larry Crane     | 4:39  |
| 10. | Nothing But a Child    |                              | 4:26  |

### Disque bonus de la version Deluxe edition
| No  | Titre                                                                       | Auteur                         | Durée |
| --- | --------------------------------------------------------------------------- | ------------------------------ | ----- |
| 1.  | The Devil's Right Hand (Live à Raleigh, Caroline du Nord, 18 novembre 1987) |                                | 4:02  |
| 2.  | Fearless Heart (Live à Raleigh)                                             |                                | 4:32  |
| 3.  | San Antonio Girl (Live à Raleigh)                                           |                                | 4:23  |
| 4.  | Nobody But You / Continental Trailways Bus (Live à Raleigh)                 |                                | 6:26  |
| 5.  | My Baby Worships Me (Live à Raleigh)                                        |                                | 3:33  |
| 6.  | Wheels (Live à Raleigh)                                                     | Chris Hillman, Gram Parsons    | 4:46  |
| 7.  | The Week of Living Dangerously (Live à Raleigh)                             |                                | 7:26  |
| 8.  | Johnny Come Lately (Live à Raleigh)                                         |                                | 3:55  |
| 9.  | Brown and Root (Live à Raleigh)                                             | Emmylou Harris, Rodney Crowell | 3:46  |
| 10. | I Love You Too Much (Live à Raleigh)                                        |                                | 4:28  |
| 11. | It's All Up to You (Live à Raleigh)                                         | Steve Earle, Harry Stinson     | 4:28  |
| 12. | Nebraska (Live 1988)                                                        | Bruce Springsteen              | 5:21  |
| 13. | Copperhead Road (Live à Calgary, Canada, avril 1989)                        |                                | 4:08  |
| 14. | I Ain't Ever Satisfied (Live à Calgary)                                     |                                | 3:52  |
| 15. | Dead Flowers (Live à Calgary)                                               | Mick Jagger, Keith Richards    | 5:36  |
| 16. | Little Sister (Live à Calgary)                                              | Greg Trooper                   | 3:15  |
| 17. | Guitar Town (Live à Calgary)                                                |                                | 2:36  |

## Musiciens
- Steve Earle: chant, guitares, harmonica, basse 6-cordes, mandoline

### The Dukes
- Donny Roberts : guitares, basse 6-cordes
- Bill Lloyd : guitare électrique 12-cordes, guitare acoustique
- Bucky Baxter : pedal steel guitar, lap-steel, dobro
- Ken Moore: synthétiseur, orgue
- John Barlow Jarvis: piano
- Kelly Looney: basse
- Kurt Custer: batterie
- Neil Maccoll: mandoline sur "Johnny Come Lately"
- John Cowan, Maria McKee et Radney Foster: chœurs

### The Pogues
The Pogues jouent sur Johnny Come Lately
- Terry Woods : cistre
- Phil Chevron : guitare, chœurs
- Jem Finner : banjo
- James Fearnley : accordéon
- Spider Stacy : tin whistle
- Shane McGowan : banjo, bodhrán
- Daryl Hunt : basse
- Andrew Ranken : batterie

### Telluride
"Telluride" joue sur "Nothing But a Child"
- Sam Bush: mandoline
- Jerry Douglas: violon
- Mark O'Connor: violon
- Edgar Meyer: basse de violon

## Charts et certifications
| Pays                          | Durée du classement | Meilleur classement |
| ----------------------------- | ------------------- | ------------------- |
| Australie                     | 12 semaines         | 39e                 |
| Canada                        | 41 semaines         | 14e                 |
| États-Unis Billboard 200      | 28 semaines         | 56e                 |
| États-Unis Top Country Albums | 33 semaines         | 7e                  |
| Nouvelle-Zélande              | 23 semaines         | 17e                 |
| Royaume-Uni                   | 8 semaines          | 42e                 |

| Pays        | Certification | Ventes    | Date       |
| ----------- | ------------- | --------- | ---------- |
| Canada      | 3 x Platine   | 300 000 + | 08/12/1989 |
| États-Unis  | Or            | 500 000 + | 01/05/1996 |
| Royaume-Uni | Argent        | 60 000 +  | 20/02/1989 |

### Charts singles
| Single             | Chart            | durée du classement | Position | Date       |
| ------------------ | ---------------- | ------------------- | -------- | ---------- |
| Copperhead Road    | ARIA Charts      | 10 semaines         | 23e      | 19/02/1989 |
| Copperhead Road    | UK Singles Chart | 6 semaines          | 45e      | 12/11/1988 |
| Johnny Come Lately | UK Singles Chart | 6 semaines          | 75e      | 31/12/1988 |